# Nadeschda Petrowna Sewostjanowa
Nadeschda Petrowna Sewostjanowa  (russisch Надежда Петровна Севостьянова; * 2. September 1953 in Moskau) ist eine ehemalige sowjetische Ruderin.

## Biografie
Nadeschda Sewostjanowa gewann bei den Olympischen Sommerspielen 1976 in Montreal im Vierer mit Steuerfrau zusammen mit Ljudmila Krochina, Galina Mischenina, Anna Passocha und Steuerfrau Lidija Krylowa die Bronzemedaille.